# Idalus pichesensis
Idalus pichesensis är en fjärilsart som beskrevs av Dyar 1898. Idalus pichesensis ingår i släktet Idalus och familjen björnspinnare. Inga underarter finns listade i Catalogue of Life.